# Tante Soesa & Sassefras
Tante Soesa & Sassefras was een Nederlands televisieprogramma dat voor het eerst werd uitgezonden op 2 augustus 1997. In dit programma worden de avonturen gevolgd van een vrouw met een grote oranje jurk genaamd Tante Soesa. Samen met haar vriendje Sassefras, een pop met 'frietjeshaar', en knuffelbeer Sebbe reist ze op haar vliegende bed Bob de hele wereld over.
Het programma werd in segmenten uitgezonden met tussendoor tekenfilms als Inspector Gadget, Dennis de Bengel en Troetelbeertjes. Ook werden er regelmatig bumpers uitgezonden waarin het tweetal de kijker eraan herinnerde dat ze naar Fox Kids aan het kijken waren.
Uit tijdgebrek en omdat het te veel moeite kostte om de juiste actrice te vinden om Tante Soesa te vertolken, nam uitvoerend producente en brein achter de serie Daphny Muriloff de rol zelf op zich. Sassefras werd gespeeld door Rogier van Maurik en later door Ralf Grevelink.
Tante Soesa & Sassefras werd voor het laatst uitgezonden in 2000. Fox Kids wilde een nieuwe kant opgaan met de programmering, nadat de zender dat jaar werd overgenomen door een andere eigenaar. Maar na drie jaar leek het einde niet in zicht. Even leek het erop dat het programma zou terugkomen op televisie; Kindernet 5 was bereid de serie aan te kopen en nieuwe afleveringen uit te zenden. Maar op het laatste moment werd besloten de serie toch niet over te nemen. En dus zaten Tante Soesa & Sassefras alsnog zonder zender.
Het duo was erg populair en maakte dan ook geregeld uitstapjes naar andere programma's. Zo waren ze beiden met een vaste rol in het eerste seizoen van de jeugdsoapserie De Club van Sinterklaas te zien, en had Tante Soesa zelfs haar eigen televisiefilm(s). Ook was Tante Soesa een van de vaste presentators op Fox Kids (tot 2001).

## Herkenningstune
Tante Soesa, die maakt van alles mee

Ze vliegt op haar bed,

naar verre landen over zee

Tante Soesa, wie gaat er met haar mee?

Met de prins van Bali drinkt ze een kopje thee
Ze heeft een heel klein popje

met een grote mond

En tante Soesa heeft rood haar

en een hele dikke... Ooooh!
Tante Soesa!